# Phân hạch tự phát
| - Không (đồng vị bền) - Phân rã beta - Phát xạ proton | - Phát xạ neutron - Phân rã alpha - Phân hạch tự phát |

- Phát xạ positron hoặc bắt giữ electron

Phân hạch tự phát viết tắt là SF (Spontaneous fission) là một dạng phân rã phóng xạ chỉ được tìm thấy trong các yếu tố hóa học rất nặng. Năng lượng liên kết hạt nhân của các nguyên tố đạt cực đại tại hạt có số khối lượng nguyên tử khoảng 58. Phân hạch tự phát làm vỡ hạt nhân nặng thành nhiều hạt nhân nhỏ hơn, và một vài hạt hạt nhân cô lập có thể trở thành hạt với số khối lượng nguyên tử lớn hơn.
Do những hạn chế trong việc hình thành các hạt nhân sản phẩm phân hạch thứ cấp (sản phẩm con đẻ), phân hạch tự phát thành các hạt nhân đã biết, về mặt lý thuyết là có thể (có nghĩa là, có thể về mặt năng lượng) cho một số hạt nhân nguyên tử có khối lượng nguyên tử lớn hơn 92 đơn vị khối lượng nguyên tử (amu, atomic mass units), với xác suất của phân hạch tự phát tăng là tăng theo khối lượng nguyên tử ở trên giá trị này.
Chú ý rằng phân rã cụm (cluster decay) được coi là quá trình phân hạch tự phát siêu đối xứng , trong khí đó phân rã alpha lại không được tính vào phân hạch tự phát.

## Lịch sử phát hiện

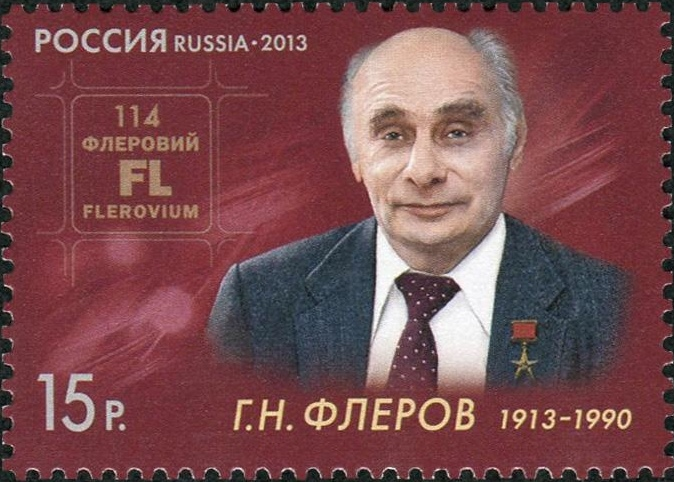
Georgy Flyorov trong tem Nga năm 2013

Khả năng phân hạch tự phát của urani đã được Niels Bohr và John Archibald Wheeler dự đoán đầu tiên vào năm 1939 .
Quá trình phân hạch hạt nhân đầu tiên được phát hiện là sự phân hạch gây ra bởi neutron. Song các tia vũ trụ mạnh có thể xuyên qua khí quyển đến được mặt đất, trong số đó có một số là neutron, nên để phân lập các nguyên nhân người ta tìm cách thí nghiệm ở sâu trong lòng đất, nơi coi là tin cậy được bảo vệ bởi một lớp dày của đá hoặc nước. Do vậy năm 1940 nhà vật lý Liên Xô Georgy Flyorov và Konstantin Petrzhak  đã thực hiện quan sát họ urani trong ga tàu điện ngầm Moskva Dinamo ở sâu 60 mét (200 ft) dưới lòng đất .
Đóng góp của Georgy Flyorov trong vật lý hạt nhân dẫn tới tên ông được đặt cho nguyên tố Z= 114 là Flerovi.

## Hiện tượng
Trong tự nhiên những đồng vị thori và urani, 232Th, 234U, 235U và 238U, bên cạnh phân rã alpha chiếm ưu thế, thì cũng quan sát thấy xảy ra phân hạch tự phát tạo ra hai hạt nhân, kèm theo sự phát xạ thường là hai hay ba neutron. Hai phân hạch chủ yếu của Urani-238 được biểu diễn là:
| {\displaystyle {}_{\ 92}^{238}\mathrm {U} \;{\xrightarrow {\mathrm {sf} }}\;{}_{\ 54}^{140}{\rm {Xe}}+{}_{38}^{96}\mathrm {Sr} +2\ {}_{0}^{1}\mathrm {n} } |

| {\displaystyle {}_{\ 92}^{238}\mathrm {U} \;{\xrightarrow {\mathrm {sf} }}\;{}_{\ 51}^{133}\mathrm {Sb} +{}_{\ 41}^{102}\mathrm {Nb} +3\ {}_{0}^{1}\mathrm {n} } |

trong đó sf = spontaneous fission
Về mặt toán học, tiêu chí cho sự phân hạch tự phát có thể xảy ra trong một thời gian không dài đủ để được quan sát bằng các phương pháp hiện tại, là khoảng:
{\displaystyle {\hbox{Z}}^{2}/{\hbox{A}}\geq 47.}
trong đó Z là số nguyên tử và A là số khối lượng. Ví dụ {\displaystyle {\hbox{Z}}^{2}/{\hbox{A}}} = 36 cho urani-235.

## Mức độ phân hạch tự phát
Mức độ phân hạch tự phát:
| Hạt nhân      | Chu kỳ bán rã | Số phân hạch /phân rã | Số neutron /phân hạch | Số neutron /gram-second | Kỳ bán rã tự phát | Z2/A |
| ------------- | ------------- | --------------------- | --------------------- | ----------------------- | ----------------- | ---- |
| Urani-235     | 7.04×108 năm  | 2.0×10−9              | 1.86                  | 3.0×10−4                | 3.5×1017 năm      | 36.0 |
| Urani-238     | 4.47×109 năm  | 5.4×10−7              | 2.07                  | 0.0136                  | 8.4×1015 năm      | 35.6 |
| Plutoni-239   | 2.41×104 năm  | 4.4×10−12             | 2.16                  | 0.022                   | 5.5×1015 năm      | 37.0 |
| Plutoni-240   | 6569 năm      | 5.0×10−8              | 2.21                  | 920                     | 1.16×1011 năm     | 36.8 |
| Curi-250      | 6900 năm      | 0.61                  | 3.31                  | 1.6×1010                | N/A               | 36.9 |
| Californi-252 | 2.638 năm     | 3.09×10−2             | 3.73                  | 2.3×1012                | N/A               | 38.1 |